# Kouambang
Kouambang est un village du Cameroun situé dans le département du Haut-Nyong et la région de l'Est.
Il fait partie de la commune de Nguelemendouka.

## Population
Lors du recensement de 2005, Kouambang comptais 312 habitants.
Selon le Plan Communal de Développement de Nguelemendouka (2012), la population locale était de 221 personnes.

## Développement
Selon le Plan Communal de Développement de Nguelemendouka (2012), plusieurs mesures ont été envisagées pour le développement de Kouambang.
1. Construction de deux points d’eau à Kouambang
2. Extension du réseau électrique